# Amalie Arena
Amalie Arena višenamjenska je građevina u Tampi na Floridi, SAD. Otvorena je u listopadu 1996. godine. Dom je momčadi Tampa Bay Lightninga, koja se natječe u najjačoj hokejaškoj ligi svijeta, NHL-u. Uz pedesetak hokejaških utakmica, godišnje ugosti još stotinjak drugih događaja, od utakmica košarke i dvoranskog američkog nogometa do glazbenih nastupa i političkih skupova. Ovisno o prirodi događaja, dvorana može ugostiti 19,000 - 21,500 posjetitelja.
Mijenjala je ime tri puta. U rujnu 1996., netom prije otvaranja, prozvana je Ice Palace. Pravo na korištenje imena prodano je 2002. mjesnoj izdavačkoj tvrtci Times, koja joj daje ime St. Pete Times Forum po svojoj najpoznatijoj dnevnoj novini. Taj dnevnik 2012. postaje Tampa Bay Times pa se ime dvorane također mijenja, iako Forum ostaje. Međutim, mjesna tvrtka motornih ulja, Amalie Oil, kupuje ime u rujnu 2014. i mijenja ga u sadašnje.

## Povijest
Kopanje temelja započelo je 14. travnja 1994. Grad Tampa osigurao je 86 milijuna dolara, a Lightning, hokejaška franšiza, 53 milijuna. Ukupni trošak, prilagođen inflaciji u 2014., penje se sa 139 milijuna na današnjih 210 milijuna. Popularne „Munje” provele su debitantsku sezonu u velesajamskoj dvorani kapaciteta 11,000 gledatelja, dok u sezoni 1993./94. sele u tzv. Thunderdome, bejzbolaški stadion prilagođen potrebama hokejaškog kluba kapaciteta 25,000 gledatelja. Krajem te sezone, uprava najavljuje selidbu u vlastitu dvoranu. Tadašnja Ice Palace svečano je otvorena nastupom uglednog cirkusa Royal Hanneford. 

### Značajni događaji
Lightning pobjeđuje njujorške Rangerse 20. listopada 1996. na hokejaškom krštenju dvorane rezultatom 5 : 2. Prvi pogodak u njenoj povijesti zabio je Brian Bradley, tadašnji rekorder po broju golova za klub, na asistenciju Roba Zamunera, još jednog igrača koji je u momčadi bio od prvog dana. Jedan pogodak za poraženu gostujuću momčad zabio je Wayne Gretzky. Revijalna „all-star” utakmica NHL-a održana je 1999. upravo u ovoj areni. Momčad Lightninga tu je osvojila svoj jedini Stanleyev kup 2004. godine u odlučujućoj utakmici protiv Flamesa iz Calgaryja rezultatom 2 : 1. Sljedeća sezona NHL-a otkazana je zbog kolektivnog štrajka igrača. 
Momčad dvoranskog američkog nogometa, Tampa Bay Storm, svoje domaćinske utakmice također odigrava u Amalie Areni. Osim toga, dvorana je ugostila završnicu državnog natjecanja u tom sportu 1998. i 2003. Borbe „kečera” pod okriljem organizacije WWE u više navrata održavale su se u Amalieji. Glazbenici i sastavi koji su odradili značajne koncerte u ovom zdanju jesu: U2 2001., Tim McGraw zbog osvojenog naslova hokejaških prvaka 2004., iznenadni nastup AC/DC-ja uz Eltona Johna 2006., Roger Waters 2011. (svjetska turneja na kojoj je svirao The Wall), itd.

## Značajke
Nacrte potpisuje građevinska tvrtka Ellerbe Becket. Utrošeno je 3,400 tona čelika, 23 milijuna litara betona i 6,500 kvadratnih metara stakla u izgradnju. Zgrada je visoka 41 metar, a promjer joj je 150 metara. Posjetitelji mogu rezervirati i neku od 69 loža.

## Vanjske poveznice
- Službene stranice